# Annina mannai
Annina mannai là một loài chân đều trong họ Cirolanidae. Loài này được Schotte miêu tả khoa học năm 1994.